# Wspólnota administracyjna Gerolzhofen
Wspólnota administracyjna Gerolzhofen – wspólnota administracyjna (niem. Verwaltungsgemeinschaft) w Niemczech, w kraju związkowym Bawaria, w rejencji Dolna Frankonia, w regionie Main-Rhön, w powiecie Schweinfurt. Siedziba wspólnoty znajduje się w mieście Gerolzhofen. Przewodniczącym jej jest Irmgard Krammer.
Wspólnota administracyjna zrzesza jedną gminę miejską (Stadt), jedną gminę targową (Markt) oraz sześć gmin wiejskich (Gemeinde):
- Dingolshausen, 1 241 mieszkańców, 10,23 km²
- Donnersdorf, 1 978 mieszkańców, 26,97 km²
- Frankenwinheim, 1 003 mieszkańców, 14,70 km²
- Gerolzhofen, miasto, 6 537 mieszkańców, 18,35 km²
- Lülsfeld, 807 mieszkańców, 11,20 km²
- Michelau im Steigerwald, 1 119 mieszkańców, 14,15 km²
- Oberschwarzach, gmina targowa, 1 376 mieszkańców, 24,51 km²
- Sulzheim, 1 964 mieszkańców, 26,77 km²